# Discografia dei Santana
La seguente è la discografia dei Santana.

## Album

### Album in studio
- 1969 – Santana
- 1970 – Abraxas
- 1971 – Santana III
- 1972 – Caravanserai
- 1973 – Welcome
- 1974 – Borboletta
- 1976 – Amigos
- 1977 – Festival
- 1977 – Moonflower
- 1978 – Inner Secrets
- 1979 – Marathon
- 1981 – Zebop!
- 1982 – Shangó
- 1985 – Beyond Appearances
- 1987 – Freedom
- 1990 – Spirits Dancing in the Flesh
- 1992 – Milagro
- 1997 – Jingo
- 1999 – Supernatural
- 2002 – Shaman
- 2005 – All That I Am
- 2010 – Guitar Heaven: The Greatest Guitar Classics of All Time
- 2012 – Shape shifter
- 2014 – Corazón
- 2016 – Santana IV
- 2019 – Africa Speaks
- 2021 – Blessings and miracles

### Album dal vivo
- 1972 – Carlos Santana & Buddy Miles! Live!
- 1974 – Lotus
- 1993 – Sacred Fire: Live in South America
- 1997 – Santana Live at the Fillmore
- 2000 - Supernatural live
- 2007 – The Very Best of Santana (Live in 1968)
- 2009 – The Woodstock Experience
- 2014 – Corazón – Live from México: Live It To Believe It

### Raccolte
- 1974 – Santana's Greatest Hits
- 1978 – 25 Hits, CBS - settima posizione nei Paesi Bassi
- 1986 – Viva! Santana — The Very Best
- 1986 – The Very Best of Santana vols 1 & 2
- 1988 – Viva Santana!
- 1990 – The Very Best of Santana
- 1991 – The Best of Santana
- 1992 – The Definitive Collection
- 1995 – Dance of the Rainbow Serpent
- 1995 – Love Songs
- 1996 – The Very Best of Santana
- 1997 – Summer Dreams – The Best Ballads of Santana
- 1997 – The Ultimate Collection, quarta posizione in Finlandia, quinta nei Paesi Bassi e nona in Norvegia - 4 dischi d'oro ed 1 disco di platino
- 1998 – The Best of Santana
- 1998 – Best Instrumentals
- 1999 – Best Instrumentals Vol. 2
- 2000 – The Best of Santana Vol. 2
- 2002 – The Essential Santana
- 2003 – Relaxin' With Santana
- 2003 – Ceremony: Remixes & Rarities
- 2007 – Ultimate Santana
- 2008 – Multi-Dimensional Warrior

## Singoli
- 1969 – Jingo #56 US
- 1970 – Evil Ways #9 US
- 1971 – Black Magic Woman #4 US
- 1971 – Everybody's Everything #12 US
- 1971 – Oye como va #13 US
- 1972 – No One to Depend On #36 US
- 1974 – Samba pa ti #27 UK
- 1976 – Let It Shine #77 US
- 1977 – She's Not There #27 US, #11 UK
- 1978 – Well All Right #69 US
- 1979 – One Chain (Don't Make No Prison) #59 US
- 1979 – Stormy #32 US
- 1980 – You Know That I Love You #35 US
- 1981 – Winning #17 US
- 1981 – The Sensitive Kind #56 US
- 1982 – Hold On #15 US
- 1982 – Nowhere to Run #66 US
- 1985 – Say It Again #46 US
- 1999 – Smooth (con Rob Thomas) #1 US, #3 UK (arrivato in classifica nel 2000)
- 1999 – Maria Maria (con The Product G&B) #1 US, #6 UK
- 2002 – The Game of Love (con Michelle Branch) #5 US, #16 UK
- 2004 – Why Don't You & I (con Chad Kroeger ed Alex Band) #8 US
- 2005 – I'm Feeling You (con il duo The Wreckers) #55 US
- 2005 – Illegal (con Shakira)
- 2005 – Just Feel Better (con Steven Tyler)
- 2006 – Cry Baby Cry (con Sean Paul & Joss Stone) #71 UK
- 2007 – Into the Night (con Chad Kroeger)
- 2008 – This Boy's Fire (con Jennifer Lopez e Baby Bash)
- 2008 – Fuego en el fuego (Eros Ramazzotti featuring Carlos Santana)
- 2019 – Africa Speaks (con Buika)
- 2019 – Breaking Down The Door (con Buika)